# Vidéo composite
Ne doit pas être confondu avec Vidéo composante.
Vidéo composite ou « Vidéocomposite », parfois appelé CVBS de l'anglais Composite Video Baseband Signal, désigne le format analogique de signal vidéo noir et blanc ou couleur. Il véhicule et combine à la fois les signaux vidéo de luminance de l'image noir et blanc, avec symbole « Y » avec celui de la chrominance éventuelle, informations couleur de standard SÉCAM, PAL ou NTSC, de symbole « C » ainsi que de synchronisation, de symbole « S ». 
Lors de la télédiffusion, le signal vidéocomposite est modulé conformément à la norme adoptée par le pays où l'émission est diffusée en complément des signaux sonores et d'autres données éventuelles. Le signal vidéocomposite est généralement véhiculé par un câble coaxial au moyen d'une liaison asymétrique. Il ne faut pas confondre le signal vidéocomposite avec les standards de couleurs pouvant être intégrés à ce signal, ni avec les normes de télédiffusion.

## Histoire
À partir des années 1930 pour la télévision analogique, toute une série de formats vidéocomposites sont adoptés dont les principaux sont :
- 405 lignes noir et blanc
- 441 lignes noir et blanc
- 455 lignes noir et blanc
- 525 lignes noir et blanc
- 819 lignes noir et blanc
- 625 lignes noir et blanc
- 525 lignes couleur NTSC, essentiellement aux États-Unis au Canada et au Japon ;
- 625 lignes couleur SECAM en France, dans les pays de l'Europe de l'Est, et en Afrique ;
- 625 lignes couleur PAL, en Europe de l’Ouest (à l’exception de la France), en Amérique du Sud, en Australie et en Afrique.

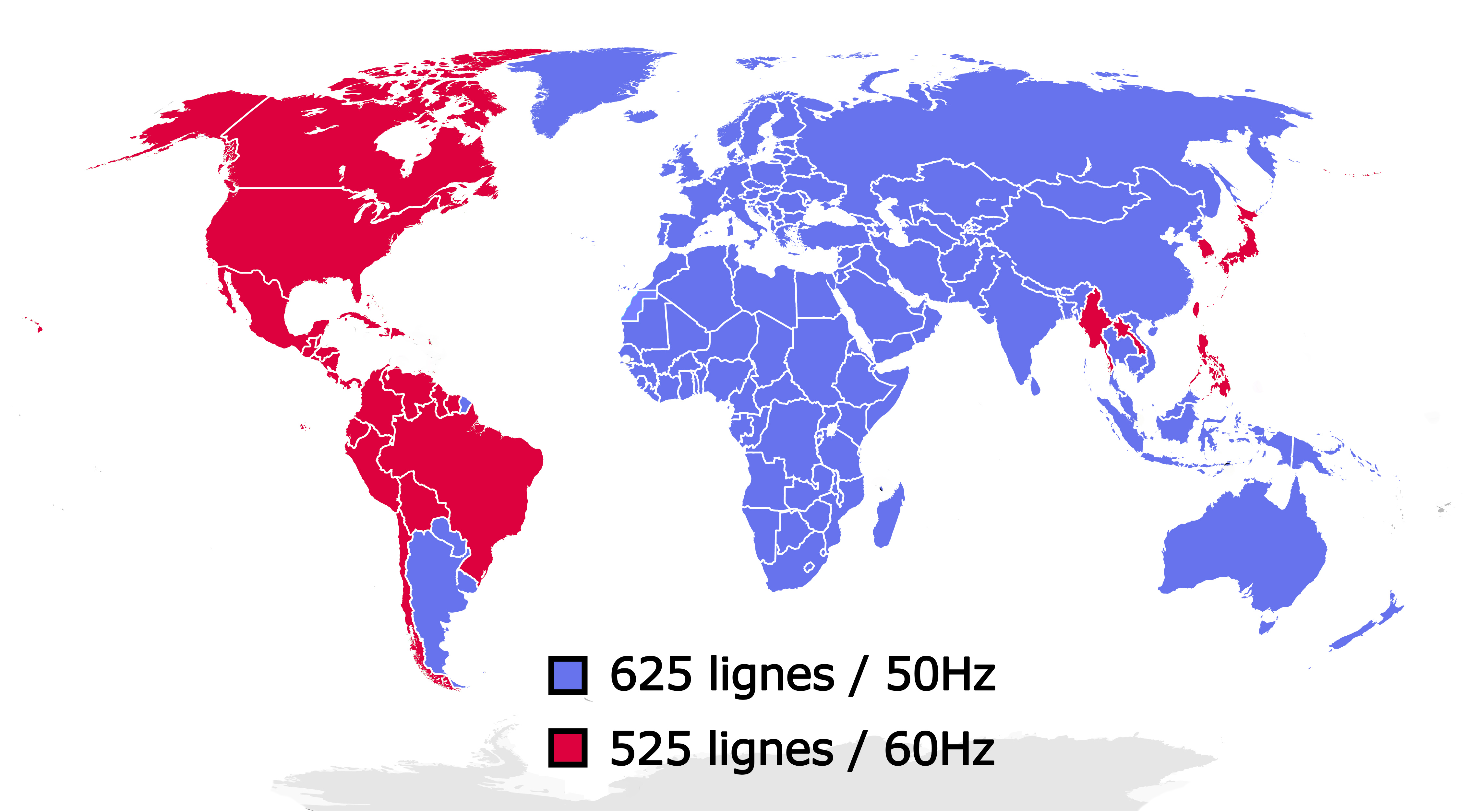
Carte mondiale de répartition par pays, du format de télévision et vidéo analogique, caractérisé par la définition et la fréquence du courant électrique local. À ne pas confondre avec la norme de télédiffusion ou avec le standard couleur NTSC, PAL ou SÉCAM. Voir Fréquences des canaux de télévision

## Utilisation et connectique
Le mode vidéocomposite est le plus souvent utilisé pour l'entrée/sortie vidéo analogique des :
- téléviseurs via la connectique Péritélévision ou prise RCA ou Connecteur BNC
- moniteurs de PC essentiellement entre 1970 et 1990 par Connecteur BNC
- magnétoscopes et enregistreurs vidéo, via la connectique Péritélévision ou prise RCA ou Connecteur BNC
- caméscopes, via les prises RCA ou mini connecteur Jack ou Connecteur BNC
- lecteurs laserdisc et lecteurs DVD-Vidéo, via les prises RCA
- caméras vidéo analogiques en circuit fermé (vidéo-surveillance, ...) par Connecteur BNC ou RCA
- appareils photo numériques, via mini connecteur Jack
- consoles de jeux vidéo via la connectique Péritélévision ou prise RCA
- cartes d'acquisition ou de numérisation de signaux vidéo, en option ou intégrées à un ordinateur
- Transcodeurs, convertisseurs, adaptateurs, commutateurs et distributeurs de signaux vidéo analogiques

On note souvent la présence de connecteurs audio associés aux connecteurs vidéo.

## Principes et déclinaisons
Du fait de la combinaison des informations luminance et chrominance, le signal vidéocomposite peut accuser certains défauts parmi lesquels, le moirage.
Pour traiter ce problème, on exploite la séparation des signaux, par exemple avec le mode Y/C (Luminance/Chrominance) mais cela nécessite deux liaisons séparées (double câble coaxial). Les signaux de synchronisation figurent toutefois dans chacune des liaisons.
Grâce au mode YCbCr ou « Vidéo à composantes séparées », le signal Y de luminance et les deux autres signaux de chrominance différenciée (B-Y et R-Y) sont véhiculés et traités séparément. Ce mode nécessite trois liaisons séparées (triple câble coaxial). Les signaux de synchronisation figurent toutefois dans chacune des liaisons.

## Abandon progressif avec le numérique
Du fait de ses limites techniques en termes de résolution d'image, le mode vidéocomposite analogique est progressivement remplacé à partir des années 1990. La technologie vidéo numérique étend certaines caractéristiques vidéo comme la résolution, la définition et le traitement numérique des couleurs. Les nouveaux écrans, comme provisoirement le plasma et surtout l'affichage LCD nécessitent comme dans l'univers informatique, des signaux plus fiables et plus complexes.
L'apparition des liaisons numériques de type DVI et HDMI répondent à ces nouvelles exigences, y compris la protection à l'égard des parasites ou des perturbations électro-magnétiques ou encore protéger contre le piratage ou la copie illicite.
Toutefois jusqu'aux années 2020, les appareils numériques grand public conservent le plus souvent des entrées et sorties vidéo au format composite, par souci de compatibilité avec le parc de périphériques existant ou ancien (caméras, consoles de jeux vidéo, etc.). Enfin des accessoires convertisseurs de format permettent de préserver cette compatibilité, ce qui permet aux fabricants de progressivement supprimer les liaisons analogique, le plus souvent à l'exception notable des sorties audio.